# Reconquista de Sevilla

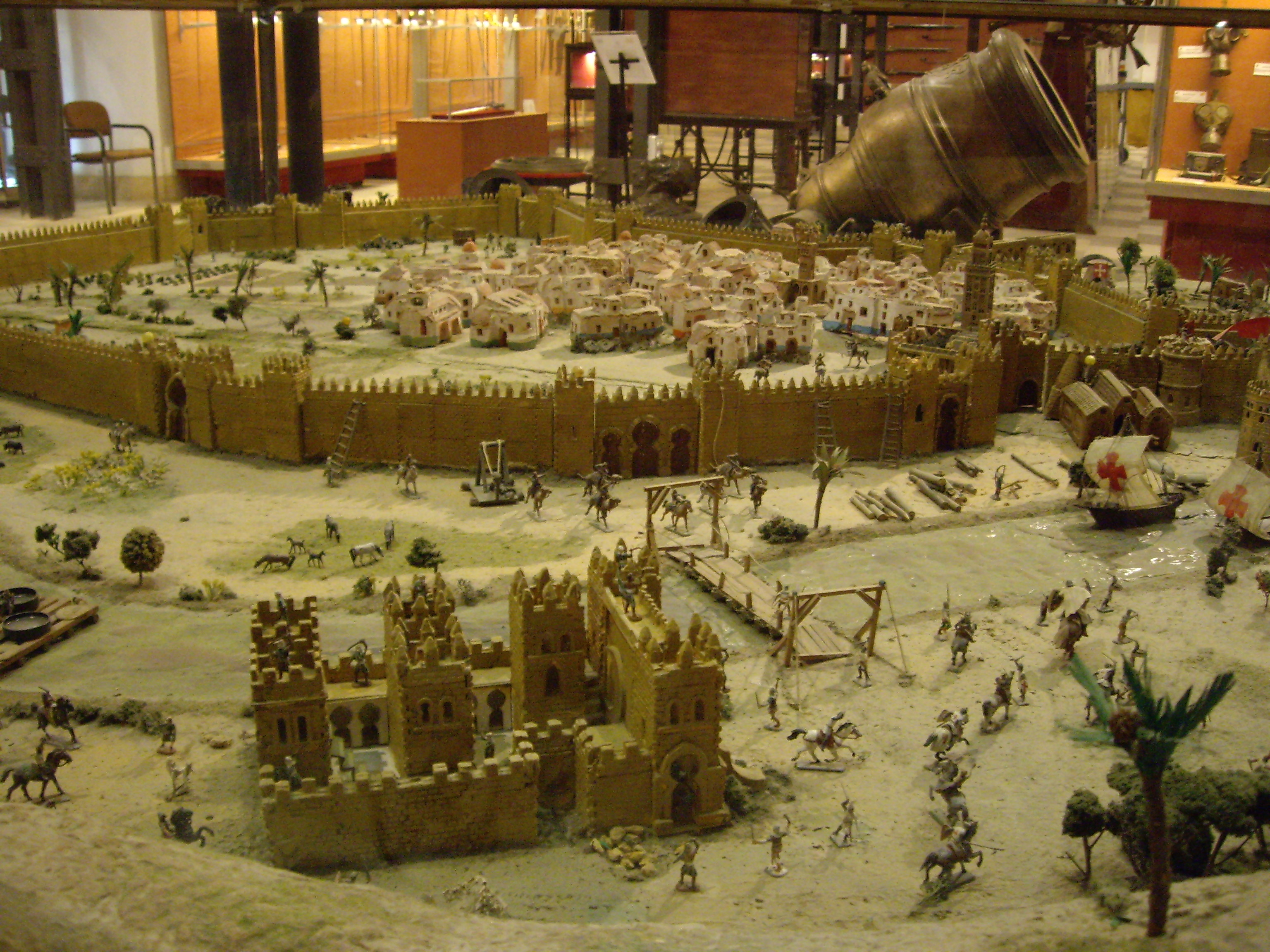
Conquista de Sevilla por la parte oeste. Maqueta del Museo Histórico Militar de Sevilla.

La reconquista de Sevilla tuvo lugar entre agosto de 1247 y el 23 de noviembre de 1248 por parte de las tropas castellanas de Fernando III de Castilla. La ciudad se encontraba gobernada por el caíd Axataf.

## Historia
En el al-Ándalus del siglo XIII las dos ciudades principales eran Córdoba y Sevilla. El rey castellano Fernando III había tomado Baeza en 1227, Córdoba en 1236 y Jaén en 1246. En ambas ciudades procedió a la expulsión de los musulmanes, cosa que también haría en Sevilla.
En la campaña de 1240-1241 Fernando ya había penetrado en la provincia de Sevilla, tomando Écija, Estepa, Setefilla, Osuna, La Puebla de Cazalla, Marchena, el castillo de Cote (Montellano), el castillo de Zafra-Mogón (Coripe) y Morón de la Frontera (el Castillo de Cote y Arahal) .
Fernando reunió en un Consejo a sus capitanes y a los maestres de las órdenes militares y decidieron dirigir sus esfuerzos hacia la ciudad de Sevilla. Para tomarla tuvieron que ponerse de acuerdo con el rey Jaime I de Aragón y con el rey Alhamar de Granada (reino que tras la toma de Jaén en 1246 había acordado ser feudo de Castilla) y se decidieron las fronteras con los reinos de Valencia y Murcia. Fernando pasó el invierno de 1246 en Jaén. Tomó Alcalá de Guadaíra el 21 de septiembre de 1246. Su hermano Alfonso de Molina y el maestre de Santiago realizaron una correría por la comarca del Aljarafe, al tiempo que el maestre de Calatrava y el rey de Granada hacían lo mismo por Jerez. Las correrías por el Aljarafe y Jerez debieron sucederse hasta bien entrado el otoño, ya que según la Crónica, Fernando recibió la noticia de la muerte de su madre estando en Alcalá de Guadaíra. Al marcharse de esta localidad, dejó en ella a Rodrigo Álvarez.
Para la toma de Sevilla, Fernando organizó un poderoso ejército, incomparable con cualquier otro de la Edad Media, con un centenar de generales y varios centenares de famosos caudillos. Entre los miembros de este ejército destacan los maestres de las principales órdenes militares: Pelay Correa, maestre de la Orden de Santiago, Fernando Ordóñez, maestre de Calatrava, Pedro Yáñez, maestre de Alcántara, Pedro Álvarez Avito, maestre del Temple, y Fernán Royz, maestre de San Juan,además de López de Haro, el almirante Ramón de Bonifaz, Alfonso Téllez, el infante Fadrique, el príncipe Alfonso y, junto a ellos, gran cantidad de nobles de Castilla y León y los concejos de ambos reinos. En 1246 el obispo Rodrigo Jiménez de Rada realizó gestiones en Roma, obteniendo una bula de cruzada del papa Inocencio IV del 15 de marzo de 1247, según la cual Fernando podía tomar las tercias de fábrica para financiar los gastos de los que se desplazasen a la Reconquista de Sevilla por motivos cristianos. España tuvo apoyo económico y militar de franceses, alemanes e italianos.
Al ser Sevilla una ciudad con río navegable, Fernando hizo venir a Jaén a Ramón Bonifaz, para ayudarse de una flota en la toma de la ciudad. Ya se había empleado una flota, al mando del cántabro Roy García, en el bloqueo de Cartagena en 1245. Bonifaz consiguió los barcos y la tripulación en el Cantábrico. En la flota se encontraba también el noble gallego Paio Gómez Charino. Se reunieron trece naves, movidas a vela, y seis galeras, movidas a remo.
En la primavera de 1247 Fernando mandó destruir todo lo que había fuera de las murallas de Carmona para facilitar la rendición de la villa. Las autoridades locales solicitaron a Fernando una tregua de seis meses, dándole durante la misma un tributo, pasada la cual le entregarían la villa si no habían recibido ayuda para poder resistir. Fernando aceptó este acuerdo. Finalmente, Carmona se rindió el 17 de septiembre de 1247. La capitulación de Carmona precipitó la rendición de otras villas y castillos, como Constantina y Reina.
Según la Crónica, en la primavera de 1247 fue conquistada Lora del Río. Los castellanos también tomaron Cantillana, Guillena y Gerena.
El consejo de notables de Sevilla había nombrado al joven Axataf, hijo del príncipe almohade Abu Alí, como jefe del ejército de la ciudad, jefe del poder civil y jefe de los creyentes.
Después de tomar Gerena, Fernando enfermó gravemente. Se recuperó en Guillena y la campaña continuó poniendo sitio a la fortaleza de Alcalá del Río, defendida por el propio Axataf que, al saber perdida la plaza, decidió abandonarla, cayendo ese mismo agosto en manos de los cristianos.
Axataf tomó la decisión de guarecer con soldados las torres y murallas y dirigir también contingentes al castillo de Triana y al del Aznalfarache.
La flota de Bonifaz fue hasta Sanlúcar de Barrameda. El emir Abu Zakariyya dispuso una flota en Tánger, comandada por Abu-l-Rabi ibn al-Guarygir al-Timnali, a quien ordenó dirigirse a Ceuta para que se unieran a su flota, dirigiéndose juntos, con treinta naves, hasta el Guadalquivir. La flota de Bonifaz venció a las naves musulmanas. En esos combates la flota cristiana ganó tres galeras, ya que el resto o las hundieron o se dieron a la fuga. La flota remontó el río Guadalquivir, al tiempo que los soldados de Fernando III tomaban el castillo de Alcalá del Río. Fernando fue en busca del Bonifaz y ambos se reunieron el 15 de agosto en el Vado de las Estacas, a dos kilómetros de Alcalá del Río. Al día siguiente la flota debió ser anclada, por orden de Fernando, a la altura de San Juan de Aznalfarache.
El 20 de agosto Fernando trasladó su campamento de Torreblanca a Tablada. Los cristianos levantaron campamentos en otros lugares alrededor de la ciudad, con sus respectivos comandantes: en San Juan de Aznalfarache (el maestre de la Orden de Santiago Pelay Correa), en Camas (Olivier de Burdeos y Vidal de Besalú), por la avenida del Doctor Fedriani (el maestre de la Orden de Calatrava Fernando Ordóñez), frente a la Puerta de la Macarena (Diego López de Haro), a la orilla del río y cerca de la Macarena (Rodrigo Gómez), entre las calles Resolana y Torneo (Garci Pérez de Vargas), en el Prado de San Sebastián (maestre de la Orden de Alcántara Pedro Yáñez), cerca de la Buhaira (la Orden del Temple) y cerca del Tagarete (el arzobispo de Santiago Juan Arias). Por el Aljarafe estuvo Aben Alhamar, rey de Granada.
La Orden de Santiago, con su campamento en San Juan de Aznalfarache, debió combatir a los moros de los castillos de este lugar y de Triana. Tras recibir refuerzos de Fernando III, hicieron una cabalgada exitosa contra Gelves. Luego pusieron su campamento frente al mismo castillo de Triana.
La Crónica narra cómo los moros lanzaron contra la flota cántabra una enorme balsa, que iba de una orilla a otra del río, cargada con fuego griego, que fracasó. Sin embargo, tras esto siguieron ataques de barcos musulmanes a la flota cristiana. Para evitar el paso de las naves enemigas, Bonifaz puso en el río dos maderos muy gruesos. Los moros consiguieron quitar uno de ellos, por lo que prosiguieron los combates navales.
Después de sucedido esto es cuando llegó la noticia de la toma de Carmona.
La ciudad amurallada tenía más de 300 hectáreas, 7 400 metros de murallas, doce puertas y tres postigos. Era la ciudad más grande que había cercado jamás un contingente cristiano, mucho más grande que grandes villas de la época como Toledo, Córdoba o Valencia. Además, la muralla desde la Puerta de la Macarena a la Puerta de la Carne tenía dos partes: el muro y la barbacana, es decir, una muralla alta y otra más baja tras ella. Al oeste de la ciudad se encontraba el río Guadalquivir y al este el arroyo Tagarete, que desembocaba al sur de la ciudad en el citado río.
Triana (Attrayana) se encontraba en el lado oeste del Guadalquivir. Podía cruzarse el río por el puente de barcas. Las barcas que formaban el puente se encontraban amarradas con fuertes cadenas. Este puente estaba donde hoy está el puente de Triana. Junto a él estaba el castillo de Gabir, una gran fortaleza, que fue reconstruida por los cristianos tras la toma de la ciudad y rebautizada como castillo de san Jorge. Los cristianos trataron de tomar sin éxito el castillo de San Jorge utilizando maquinaria de asedio.
A finales de 1247 Fernando reclamó la presencia de su hijo Alfonso en el campamento. Este llegó acompañado de tropas portuguesas, que habían acompañado a Sancho II en su exilio en Toledo, con el infante portugués Pedro de Urgel, y con tropas aragonesas enviadas por Jaime I. También consta la presencia en el cerco a Sevilla del infante Alfonso de Aragón. El infante castellano Alfonso estuvo en el campamento templario cercano a la Buhaira, pero luego se trasladó a Triana con sus hermanos Enrique y Fadrique, y con los caballeros Rodrigo Froila, Alfonso Téllez y Pedro Ponce.

## La ruptura del puente de barcas
Más al norte de la Torre del Oro se encontraba el puente de barcas, por el que se enviaban los suministros a la ciudad. En la crónica Estoria de España de Alfonso X se explica que las barcas del puente estaban unidas entre sí con cadenas de hierro. El historiador Antonio Ponz, del siglo XVIII, dice que una cadena estaba afianzando el puente de barcas.
Fernando mandó llamar a Bonifaz y a otros hombres de mar para que buscasen la forma de romper el puente. Ellos tomaron dos naves, las mayores y más fuertes que había, y las dispusieron con todo lo necesario para el combate. Fernando mandó poner en la cima de sus mástiles sendas cruces.
El 3 de mayo partieron los buques para la operación. Al principio el viento no era muy intenso pero luego se hizo más fuerte. Se aproximaron soportando el ataque con flechas de los moros. El primer buque impactó contra el puente sin resultado, pero el segundo, dirigido por el propio Bonifaz, logró partir el puente y "fue a dar de frente un tal golpe que se pasó clara de la otra parte". Con la ruptura del puente de barcas se logró aislar Sevilla del Aljarafe.
Antonio Hurtado de Mendoza escribió en 1651 que existía una tradición que decía que la nave que rompió las cadenas de Sevilla estaba construida en Castro-Urdiales y se llamaba Rosa de Castro. Por otro lado, Diego Ortiz de Zúñiga escribió en 1677 que en San Vicente de la Barquera se preciaban de haber construido naves que habían servido en la toma de Sevilla.
Alvar Gómez de Castro escribió un poema a Ruy González (también referido en otras fuentes como Ruy Pérez), indicando que fue un marino de Avilés al que se le ocurrió la forma de romper la cadena con un barco, incorporándole una sierra.
Según la tradición, un fragmento de la citada cadena fue llevado iglesia de parroquial de Santa María de la Asunción, en Laredo, Cantabria. En 2021 la Universidad Complutense de Madrid realizó un estudio de esta cadena que demostraba que tenía una antigüedad de 800 años, con un margen de error de 50 años.
Como premio por la hazaña Fernando III entregó a Rui Pérez un escudo personal, que es el que hoy tienen los descendientes de ese marino y que también es usado por el Ayuntamiento de Avilés. A Ramón de Bonifaz le entregó en el Repartimento de Sevilla unas casas que se encuentran en la actual calle Placentines en su desembocadura con la calle Alemanes, casas que están junto al palacio arzobispal.
La participación en la flota de Cantabria en la toma de Sevilla fue premiada por Alfonso X el 8 de enero de 1255 con la exención del pago de portazgos. La participación de Laredo fue premiada por el mismo rey con un privilegio otorgado el 3 de febrero de 1255, que eximía a sus habitantes del pago de portazgo, por mar y por tierra, en cualquier lugar del reino, excepto en Sevilla y Murcia. Además, en prueba de su agradecimiento, les facultaba para pescar y salgar en todos los puertos de castellanos y gallegos con la condición de que comprasen la sal en los alfolíes reales y pagasen a la corona el correspondiente diezmo de los pescados.

## Capitulación
Perdida toda esperanza de recibir ayuda de los almohades, Axataf y la conferencia de notables de la ciudad empezaron a plantearse la capitulación. Por ello, en octubre, plantearon una capitulación a Fernando III, que no aceptó y dijo que no aceptaría otra cosa salvo la rendición incondicional de la ciudad. El alfaquí Orías, que se encontraba en el Castillo de San Jorge, y los alcaldes de Triana piden permiso a Fernando para acceder a Sevilla y tratar la capitulación en la asamblea sevillana. Luego, se envió una comitiva a los Cántabros para proponerles la entrega del Alcázar y las rentas de la ciudad, cosa que también Fernando negó. Unos días después vuelve la embajada mora y dicen que cederán, además del Alcázar, un tercio de la ciudad como señorío, y Fernando también se niega. Luego, vino una tercera propuesta, dividirían la ciudad con un muro y una mitad quedaría para los cristianos y la otra para los musulmanes, y aunque esta idea empezó a gustar a algunos del séquito de Fernando este se negó y dijo que la ciudad debía de quedar "libre et quita".
Finalmente los musulmanes tuvieron que aceptar las condiciones de Fernando, que eran:
- Que Sevilla había de ser entregada con todos sus edificios intactos[59]
- Que sus vecinos debían evacuarla en un mes, que se les daría un salvoconducto para ir a Jerez y un transporte de 5 naves y 8 galeras para los que quisieran irse a África[59]
- Que podrían vender sus casas y llevarse los enseres[59]
- Que se daba a Axataf y al arráez Aben Xueb las poblaciones de Sanlúcar la Mayor, San Juan de Aznalfarache y Niebla "cuando se ganase". No obstante, no hay constancia de que estos dos musulmanes ejerciesen este derecho sobre estas poblaciones.[60]

La ciudad se rindió el 23 de noviembre. Ese día se produjo la entrega del Alcázar y el estandarte real ondeó sobre la gran mezquita aljama, construida por los almohades. Entre las condiciones de la capitulación estaba dejar un mes para la evacuación de la urbe. El 22 de diciembre Axataf entregó a Fernando las llaves de la ciudad.
La ciudad quedó vacía y fue llenada con emigraciones cristianas y las tierras fueron repartidas entre diversas órdenes militares. Axataf embarcó para Ceuta. El responsable de seguridad de la gran marcha de moros a Jerez fue el maestre de la Orden de Calatrava. El 23 de diciembre se produjo la entrada de Fernando III en Sevilla. El rey y la comitiva se dirigieron a la mezquita aljama, que fue consagrada al culto cristiano por el obispo Gutierre Ruiz de Olea.
Tras la conquista el rey nombró diez nobles para sentenciar los pleitos. Estos fueron la base del Cabildo o regimiento de Sevilla, que se compuso de 36 regidores; 18 del estamento noble y 18 del estamento popular, 72 jurados, 4 alcaldes mayores y 1 alguacil mayor. Los 72 jurados no tenían voto en el concejo y tenían a su cargo la vigilancia de la ciudad y el orden público, mandaban a los alamines, que eran los encargados de tasar los comestibles, y a los almotacenes, que velaban por la exactitud de pesas y medidas, y también a los alarifes, que atendían a los edificios.
Tras la Reconquista de Sevilla fue nombrado obispo el hijo de Fernando III, Felipe de Castilla, que abandonó pronto el cargo y contrajo matrimonio con la princesa Cristina de Noruega. Le sustituyó en ese puesto Remondo.

## Tradiciones y leyendas sobre la toma de Sevilla
Petición de derribo de la mezquita y su alminar
Durante los combates del asedio, se dieron diversas capitulaciones. Entre ellas los musulmanes querían destruir la mezquita, que habían finalizado recientemente, para que no cayera en manos cristianas. Alfonso X, que veía desde la distancia el minarete de la mezquita y conocía del valor arquitectónico y cultural de esas construcciones, se negó en rotundo y amenazó con matar a todos los habitantes de la ciudad si tocaban una sola teja de la mezquita. Entonces los musulmanes, asustados, dijeron que se habían expresado mal, que lo que ellos realmente querían era destruir el minarete, que era la parte que ellos más valoraban del conjunto. Entonces Alfonso respondió que si tocaban un solo ladrillo de la torre pasaría a cuchillo a todos los moros de la ciudad. Dicho minarete, con su remate renacentista, es la actual Giralda de Sevilla.
Esta historia proviene de una crónica de comienzos del siglo XIV atribuida a Gonzalo de Hinojosa, obispo de Burgos.
Tradiciones sobre el rey Fernando
Virgen de Valme

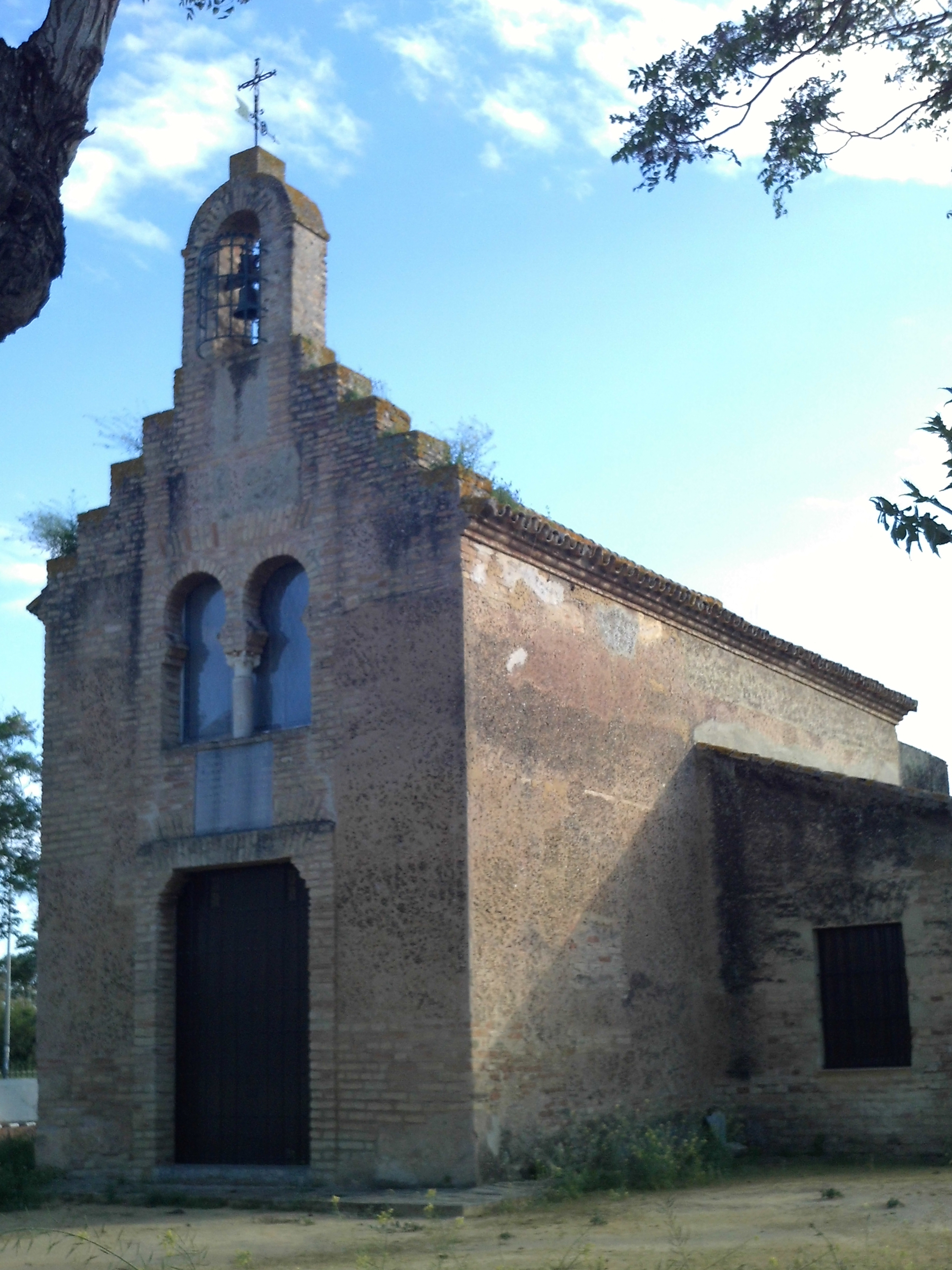
Ermita de la Virgen de Valme.

Encontrándose el rey en una escaramuza en un lugar cercano a Tablada, en el cerro de Cuartos, cuenta la leyenda que pidió el rey ayuda a la Virgen usando las palabras "Santa María, Valme" (Santa María, váleme, ayúdame...). Como salió el rey con bien de dicha batalla, mandó edificar en aquel lugar una ermita en honor a la Virgen de Valme, hoy día, "Celestial Protectora" de la cercana localidad de Dos Hermanas.
Hermano mayor de San Crispín
En cierta ocasión, desde las murallas de la Macarena, una flecha rasgó el manto en el que iba envuelta una imagen de la Virgen que portaba en el arzón de su caballo el rey. El mismo monarca, tomó hilo y aguja para zurcirlo, a lo que uno de sus caballeros sugirió llamar a un sastre; el monarca respondió, que para los asuntos de la Virgen, bien podía hacer de sastre un rey, motivo por el cual, los sastres del campamento lo nombraron hermano mayor de la hermandad gremial de San Crispín.
Entrada en Sevilla disfrazado
Otras de las tradiciones, cuenta que el mismo monarca, se disfrazó de moro para adentrarse en la ciudad, y poder explorar así las defensas, entrando por la puerta de Córdoba, y saliendo por la puerta de Jerez, lo que supone cruzar la ciudad de noreste a sur.
Leyendas sobre Garci Pérez de Vargas
Varias son las tradiciones a cerca de este caballero, maestre de la Orden de San Juan -según otras fuentes, caballero templario-:
Escudo deteriorado
En una de ellas que cristianos del linaje de los Mariños le criticaba porque su escudo estaba deteriorado. En esto, un caballero Mariño le retó a salir a pelear contra los moros, y al ver el infanzón Mariño cuánta braveza tenía Vargas en su combate, se disculpó y le dijo que la razón por la que su escudo estaba tan deteriorado era de tanto pelear por el rey Fernando.
Escaramuza contra siete rivales
La segunda anécdota cuenta que él y otro caballero iban a incorporarse a la escolta de los forrajeadores en la dehesa de Tablada cuando se encontraron con siete caballeros moros. El otro caballero sintió miedo y se marchó, abandonando a Garci Pérez, que pidió las armas y armadura a su escudero, se las colocó, y pasó a través de los moros que, conociéndole, no se atrevieron a tocarle. Tras esto, recordó que al ponerse el yelmo se le había caído la cofia que él solía llevar en la cabeza, ya que era calvo, y, en contra de los ruegos de su escudero, decidió dar la vuelta para recoger la cofia, volviendo a pasar frente a los moros. Viendo el rey san Fernando todo este episodio desde un cerro cercano, el de San Juan de Aznalfarache, fue a preguntarle a Garci Pérez quién era el caballero que le había abandonado y él no quiso decirlo.
Puerta de San Juan
Una tercera leyenda, cuenta que se lanzó contra la puerta de la muralla situada frente a la calle Guadalquivir bajo una lluvia de flechas, y golpeándola con la espada, le gritó a la puerta "De San Juan te has de llamar", nombre que tuvo la puerta desde la toma de la ciudad, hasta su derribo a mitad del siglo XIX.

## Plasmación posterior en la heráldica
Debido a la trascendencia de la reconquista de Sevilla numerosos lugares del mar Cantábrico de los que salieron soldados y barcos que participaron en la batalla, incorporaron posteriormente en sus escudos imágenes alusivas a este hecho, apareciendo así motivos de barcos, cadenas o incluso la Torre del Oro.
Esta batalla se rememora en los actuales escudos de Cantabria, Santander, Laredo, Santoña, Comillas y Avilés.

Escudo de Cantabria.
Escudo de Santander.
Escudo de Laredo.
Escudo de Comillas.
Escudo de Santoña.
Escudo de Avilés

El barco, la torre y la cadena sobre el Guadalquivir aparecieron también en escudos antiguos de Castro-Urdiales y San Vicente de la Barquera. En este último municipio, puede apreciarse el escudo antiguo en el retablo mayor de la Iglesia de Santa María de los Ángeles, del siglo XVII.